# 維沃的精彩生活
是一部2021年美國電腦動畫歌舞片，由科克·德密科執導，奎拉·阿列格利亞·胡德斯和德密科撰寫劇本，彼得·巴索奇尼撰寫故事。林-曼努爾·米蘭達、伊娜拉莉·西莫、柔伊·莎達娜、胡安·德·馬科斯·岡薩雷斯、布萊恩·泰瑞·亨利和葛洛莉雅·伊斯特芬擔任主要配音員。
電影2021年7月30日在美國部分影院上映，8月6日上線Netflix。共獲得五項安妮獎提名。

## 配音員
- 林-曼努爾·米蘭達聲演維沃（Vivo）
- 伊娜拉莉·西莫（Ynairaly Simo）聲演加比（Gabi）
- 柔伊·莎達娜聲演蘿莎（Rosa）
- 胡安·德·馬科斯·岡薩雷斯（英语：Juan de Marcos González）聲演安德烈斯（Andrés）
- 布萊恩·泰瑞·亨利聲演丹卡里奥（Dancarino）
- 葛洛莉雅·伊斯特芬聲演瑪塔·桑多瓦爾（Marta Sandoval）
- 麥可·魯克聲演戰鬥機（Lutador）
- 萊斯里·大衛·貝克（英语：Leslie David Baker）聲演巴布（Bob）

## 製作
2010年，林-曼努爾·米蘭達在舞台音樂劇《身在高地》獲得成功後便向夢工廠動畫公司提出了製作該片的想法。2015年，夢工廠動畫公司進行了重組，最後放棄了該計劃。2016年12月14日，索尼動畫最終從夢工廠動畫收購了該計劃。該片定名為，故事基於彼得·巴索奇尼（Peter Barsocchini）的原創想法，並由科克·德密科執導，奎拉·阿列格利亞·胡德斯撰寫劇本。2016年12月14日，據透露米蘭達將為該片創作11首歌曲。2019年6月12日，索尼動畫總裁克莉絲汀·貝爾森在2019年安錫國際動畫影展上宣佈瑞奇·摩爾將擔任製片人之一，而羅傑·狄金斯將擔任攝影師。2021年4月26日，公佈該片的配音陣容。

## 發行
《維沃的精彩生活》最初定於2020年12月18日上映。2018年1月，宣佈該片提前至2020年11月6日上映。2019年11月，宣佈該片延期至2021年4月16日上映。2020年4月，受2019冠狀病毒病疫情影響，該片延期至2021年6月4日上映。因COVID-19疫情影響而推遲至2021年6月4日。2021年4月26日，索尼宣布取消該片的院線上映，並將電影版權授權給Netflix，索尼保留家庭娛樂、有線電視和中國發行權。